# Oktober 1989
Portal Geschichte | Portal Biografien | Aktuelle Ereignisse | Jahreskalender | Tagesartikel

◄ |
19. Jahrhundert |
20. Jahrhundert
| 21. Jahrhundert

◄ |
1950er |
1960er |
1970er |
1980er
| 1990er | 2000er | 2010er | ►

◄ |
1985 |
1986 |
1987 |
1988 |
1989
| 1990 | 1991 | 1992 | 1993 | ►

◄ |
Juli 1989 |
August 1989 |
September 1989 |
Oktober 1989 |
November 1989 |
Dezember 1989 |
Januar 1990 |
►
Dieser Artikel behandelt tagesbezogene Nachrichten und Ereignisse im Oktober 1989.

## Tagesgeschehen

### Sonntag, 1. Oktober 1989
- Kopenhagen/Dänemark: In Dänemark können gleichgeschlechtliche Paare ab heute amtlich eine Partnerschaft eintragen lassen. Dänemark ist das erste Land weltweit, das diese Möglichkeit anbietet; die Eintragung ist allerdings nicht der Ehe gleichgestellt.[1]
- Prag/Tschechoslowakei: Wenige Stunden, nachdem tausende Ausreisewillige aus der Deutschen Demokratischen Republik (DDR) vom Gelände der bundesdeutschen Botschaft mit Reisebussen zu Flüchtlingszügen gebracht wurden, welche sie über das Gebiet der DDR in das Land Bayern transportieren, sind bereits circa 2.000 neue ausreisewillige DDR-Bürger auf das Gelände der bundesdeutschen Botschaft gelangt. Sie hoffen auf eine Ausreise „in den Westen“.[2]

### Montag, 2. Oktober 1989

FuBK-Testbild

- Mainz, München/Deutschland: Die öffentlich-rechtlichen Fernsehprogramme ARD und ZDF strahlen zum ersten Mal das ARD-Mittagsmagazin aus und schließen damit die Lücke zwischen dem Vor- und dem Nachmittagsprogramm, die sie bis gestern visuell mit der Ausstrahlung des FuBK-Testbilds überbrückten. Das vom Bayerischen Rundfunk produzierte ARD-Mittagsmagazin soll im täglichen Wechsel mit dem ZDF-Mittagsmagazin gesendet werden.[3]
- Wien/Österreich: Der Unternehmer Udo Proksch wird auf dem Flughafen Schwechat beim Versuch der Einreise erkannt und festgenommen. Im Rahmen eines Versicherungsbetrugs soll er 1977 den Tod von sechs Seeleuten des versenkten Massengutfrachters Lucona in Kauf genommen haben. Der Sprengstoff stammte aus dem Bestand des Bundesheers.[4]

### Dienstag, 3. Oktober 1989
- Berlin/Deutschland: Erich Honecker (SED), de facto Staatsoberhaupt der DDR, ordnet die Schließung der Grenze des Landes zur Tschechoslowakei an. Bisher waren pass- und visafreie Ausreisen möglich. Um 21.02 Uhr wird ein Reisezug von der deutsch-tschechoslowakischen Grenze nahe Bad Schandau zurück nach Dresden geführt, weil Insassen die Wagentüren vor den diensthabenden Grenzbeamten verriegelten.[5]
- Dresden/Deutschland: Bei der Durchfahrt von Flüchtlingszügen mit DDR-Bürgern, denen der Außenminister der Bundesrepublik Deutschland Hans-Dietrich Genscher am 30. September in der bundesdeutschen Botschaft in der tschechoslowakischen Hauptstadt Prag mitteilte, dass ihre Ausreise in die Bundesrepublik möglich sei, versuchen circa 800 Personen, zum abgeriegelten Hauptbahnhof und in die Sonderzüge zu gelangen. Die Volkspolizei drängt die Menschen zurück und nimmt bei den daraufhin ausbrechenden Krawallen eine unbekannte Anzahl an Personen fest.[6]

### Donnerstag, 5. Oktober 1989
- Oslo/Norwegen: Für seine Bemühungen um ein demilitarisiertes und unabhängiges Tibet wird Tenzin Gyatso, der als Dalai Lama die Führungsperson im tibetischen Buddhismus verkörpert, den diesjährigen Friedensnobelpreis erhalten.[7]

### Freitag, 6. Oktober 1989
- Olten/Schweiz: Der Hilfsarbeiter Werner Ferrari gesteht zum Teil die ihm zur Last gelegten Morde an elf Kindern. Insgesamt wurden in der Schweiz seit 1979 über 20 Kinder entführt beziehungsweise ermordet und in den Medien etablierte sich das Schlagwort von den 1980er Jahren als „dunkles Jahrzehnt der Schweiz“.[8]

### Samstag, 7. Oktober 1989
- Berlin/Deutschland: Als Ehrengast wohnt das De-facto-Staatsoberhaupt der Sowjetunion Michail Gorbatschow der Militärparade anlässlich des 40. Gründungstags der Deutschen Demokratischen Republik bei. Er legt seinem Gastgeber Erich Honecker, de facto Staatsoberhaupt der DDR, nahe, dem sowjetischen Beispiel für Erneuerung und mehr Transparenz zu folgen. Im Politbüro artikuliert Gorbatschow: „Gefahren warten nur auf jene, die nicht auf das Leben reagieren.“ Fast identisch äußert er sich gegenüber Journalisten des bundesdeutschen Rundfunkveranstalters ARD.[9][10]
- Dakar/Senegal: Die 1982 aus den Ländern Senegal und Gambia gebildete Konföderation Senegambia wird aufgelöst. Der unmittelbare Anlass ist die Frage, ob die Ämter des Präsidenten und des Vizepräsidenten des Staatenbunds zwischen beiden Ländern rotieren sollen. Der Senegal ging auf diesen Vorschlag nicht ein und kündigte als Antwort diverse Vereinbarungen der Konföderation auf.[11]
- Plauen/Deutschland: Mit der Sonnabendsdemonstration findet in der DDR zum ersten Mal seit Juni 1953 eine regierungskritische Großdemonstration statt, die nicht von den Sicherheitskräften aufgelöst werden kann. Die rund 15.000 Demonstranten fordern u. a. die Demokratisierung des Landes.[12]
- Schwante/Deutschland: Etwa 40 Personen aus dem Umfeld der Evangelischen Kirche gründen die Sozialdemokratische Partei in der DDR. 1946 wurde die ursprüngliche Sozialdemokratische Partei Deutschlands in der Sowjetischen Besatzungszone, in Ost-Berlin erst 1961, mit der KPD zur Sozialistischen Einheitspartei Deutschlands (SED) vereinigt. Der Schritt wurde damals kontrovers diskutiert. Nach Auffassung der SED ist Sozialdemokratie in sozialistischen Gesellschaften nicht notwendig, da die so genannte „Arbeiterklasse“ ohnehin die Macht ausübt.[13]

### Sonntag, 8. Oktober 1989
- Bregenz/Österreich: Bei der Wahl zum Vorarlberger Landtag entscheidet sich zum zehnten Mal in Folge die absolute Mehrheit der Wähler für die ÖVP. Die SPÖ erhält mit rund 21,3 % ihr schlechtestes Resultat seit 1949. Des Weiteren gewinnt die FPÖ drei Mandate hinzu und der Grünen Alternative Vorarlberg gelingt mit zwei Mandaten der Einzug ins Parlament.[14]

### Montag, 9. Oktober 1989
- Berlin/Deutschland: Zum ersten Mal veröffentlicht eine von der DDR-Regierungspartei SED kontrollierte Zeitung eine kritische Stellungnahme eines Mitglieds des SED-Zentralkomitees, als der Schriftsteller Hermann Kant in der Jungen Welt befindet, das Schlechteste an der DDR sei, dass es sie „so wie derzeit gibt“.[15]
- Bonn/Deutschland: Die Bundesrepublik und die Volksrepublik Polen vereinbaren die Umschuldung von 2,5 Milliarden D-Mark, die Polen der BRD aus Krediten der Jahre 1986 bis 1988 schuldig ist. Die Frist zu deren Rückzahlung wird bis 1997 verlängert.[16]
- Leipzig/Deutschland: Der 1988 abgesetzte Pfarrer Christoph Wonneberger lässt von einer Menschenrechtsgruppe und deren Freunden seinen mit einer versteckten Druckmaschine 30.000-fach vervielfältigten Aufruf zur Gewaltfreiheit bei der heutigen Montagsdemonstration verteilen. Auswärtige Sicherheitskräfte und Demonstranten füllen zusätzlich zu den Leipzigern die Straßen. Als die Teilnehmer des Friedensgebets die Nikolaikirche verlassen, beginnt die regierungskritische Demonstration in Gegenwart der bewaffneten Staatsmacht. Ab 18.00 Uhr läuft im Radiosender „Leipziger Stadtfunk“ wiederholt ein Aufruf zu Besonnenheit, den drei Politiker und drei Prominente verfassten.[17]
- Leipzig/Deutschland: Circa 70.000 Menschen umrunden den Innenstadtring. Sie rufen „Neues Forum zulassen“, um ihre Forderung nach einer politischen Opposition auszudrücken, sowie „Auf die Straße, schließt euch an“, damit die Zögerlichen ihre Angst vor den Repressalien der Diktatur überwinden, sowie „Keine Gewalt“, da u. a. die Rote Armee, die Nationale Volksarmee, das Ministerium für Staatssicherheit und die Volkspolizei zu den Waffen greifen könnten. Sie rufen „Wir sind das Volk“, weil in einer Demokratie die Herrschaft in den Händen des Volkes liegt und nicht nur in denen einer politischen Partei, die Judikative, Legislative und Exekutive kommandiert. Sie bewältigen die Strecke um die Innenstadt, ohne dass die Sicherheitskräfte eingreifen. Eine friedliche Revolution in der DDR scheint möglich zu sein.[18]
- Karasjok/Norwegen: König Olaf V. eröffnet die parlamentarische Vertretung des Volks der Samen, das „ordentlige Sametinget“. Ein weiteres samisches Parlament existiert in Finnland.[19]
- Stockholm/Schweden: Den Nobelpreis für Physiologie oder Medizin werden in diesem Jahr die Amerikaner John Michael Bishop und Harold Elliot Varmus für ihre Forschungen zu retroviralen Onkogenen erhalten.[20]

### Dienstag, 10. Oktober 1989
- Luxemburg/Luxemburg: Die neun fraktionslosen Parlamentarier der Abgeordnetenkammer versperren am ersten Sitzungstag des Parlaments die Treppe zum Plenarsaal und fordern eine Gleichbehandlung mit fraktionsgebundenen Mandatsträgern. Dabei kommt es zu Handgreiflichkeiten. Das Präsidium des Parlaments lässt die Treppe letztlich von der Polizei räumen.[21]

### Mittwoch, 11. Oktober 1989
- Athen/Griechenland: Premierminister Tzannis Tzannetakis (Nea Dimokratia) tritt zurück, nachdem der Koalitionspartner Synaspismos die Zusammenarbeit gut drei Monate nach dem Start aufkündigt. Es wird voraussichtlich noch in diesem Jahr zur Neuwahl des Griechischen Parlaments kommen.[22]
- Stockholm/Schweden: Der Norweger Trygve Haavelmo wird in diesem Jahr „für seine Formulierung der wahrscheinlichkeitstheoretischen Grundlagen der Ökonometrie“ den Alfred-Nobel-Gedächtnispreis für Wirtschaftswissenschaften erhalten.[23]

### Donnerstag, 12. Oktober 1989
- Athen/Griechenland: Nach der Aufkündigung der Regierungskoalition durch das Bündnis Synaspismos sowie dem Rücktritt des Premierministers Tzannis Tzannetakis von der Partei Nea Dimokratia wird eine Übergangsregierung mit dem Präsidenten des Obersten Gerichtshofs Ioannis Grivas an der Spitze gebildet. Die meisten Kabinettsmitglieder sind parteilos.[24]
- Stockholm/Schweden: Der Kanadier Sidney Altman und der Amerikaner Thomas R. Cech werden in diesem Jahr den Nobelpreis für Chemie erhalten. Die Stiftung ehrt ihre Entdeckung der katalytischen Eigenschaften von Ribonukleinsäure, welche in Lebewesen das Bindeglied zwischen genetischen Informationen und Proteinproduktion ist. Der Nobelpreis für Physik wird in diesem Jahr an den Amerikaner Norman Ramsey, den Deutsch-Amerikaner Hans Georg Dehmelt und den Deutschen Wolfgang Paul für ihre Weiterentwicklungen der Atomspektroskopie verliehen.[25][26]

### Samstag, 14. Oktober 1989
- Kailua-Kona/Vereinigte Staaten: Beim Ironman Hawaii verteidigt die in Südafrika lebende Athletin Paula Newby-Fraser ihren Titel aus dem Vorjahr im Wettbewerb der Frauen. Bei den Männern lässt erstmals Mark Allen aus den Vereinigten Staaten die gesamte Konkurrenz hinter sich und besiegt im so genannten „Iron War“ (deutsch „Eisenkrieg“) den sechsfachen Champion Dave Scott. Im knapp über acht Stunden andauernden Rennen trennen die Konkurrenten nur wenige Sekunden.[27][28]
- Santiago/Chile: Bei der ersten demokratischen Wahl des Präsidenten nach Einleitung der so genannten „Transition in Chile“ im Oktober 1988 erhält mit Patricio Aylwin von der Koalition der Parteien für die Demokratie ein ehemaliger Unterstützer des seit 1973 diktatorisch regierenden Präsidenten Augusto Pinochet die meisten Stimmen. Das langjährige Staatsoberhaupt selbst trat bei der Wahl nicht an, da sich die chilenische Bevölkerung in einem Referendum 1988 gegen eine Verlängerung der Regierungszeit von Pinochet aussprach.[29]

### Sonntag, 15. Oktober 1989
- Frankfurt am Main/Deutschland: Der tschechoslowakische Essayist und Menschenrechtler Václav Havel erhält den Friedenspreis des Deutschen Buchhandels.[30]
- Taschkent/Sowjetunion: Nach einem Aufruf der panturkistischen Vereinigung Birlik, die sich für den Erlass eines Sprachgesetzes engagiert, versammeln sich 50.000 Menschen in der Hauptstadt der Usbekischen SSR, um für den Vorrang der Usbekischen Sprache vor der Russischen Sprache zu demonstrieren.[31]

### Dienstag, 17. Oktober 1989

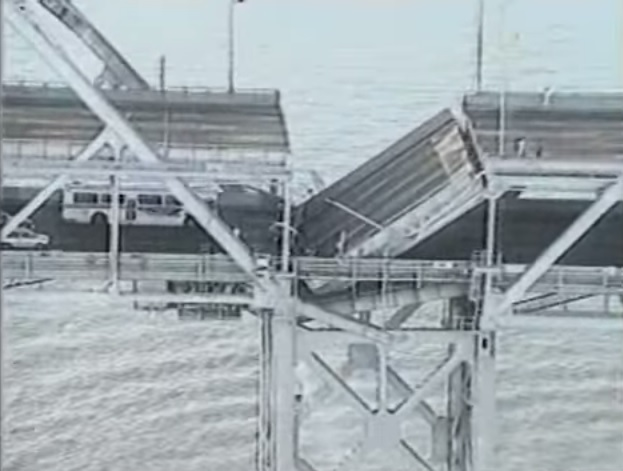
Durch das Erdbeben in Kalifornien beschädigte Brücke

- Santa Clara County/Vereinigte Staaten: Durch ein Erdbeben der Stärke 7,1 Ms mit Epizentrum nahe dem Berg Loma Prieta bei San Francisco, Kalifornien, sterben 58 Menschen, etwa 3.500 weitere Personen werden verletzt.[32]

### Mittwoch, 18. Oktober 1989

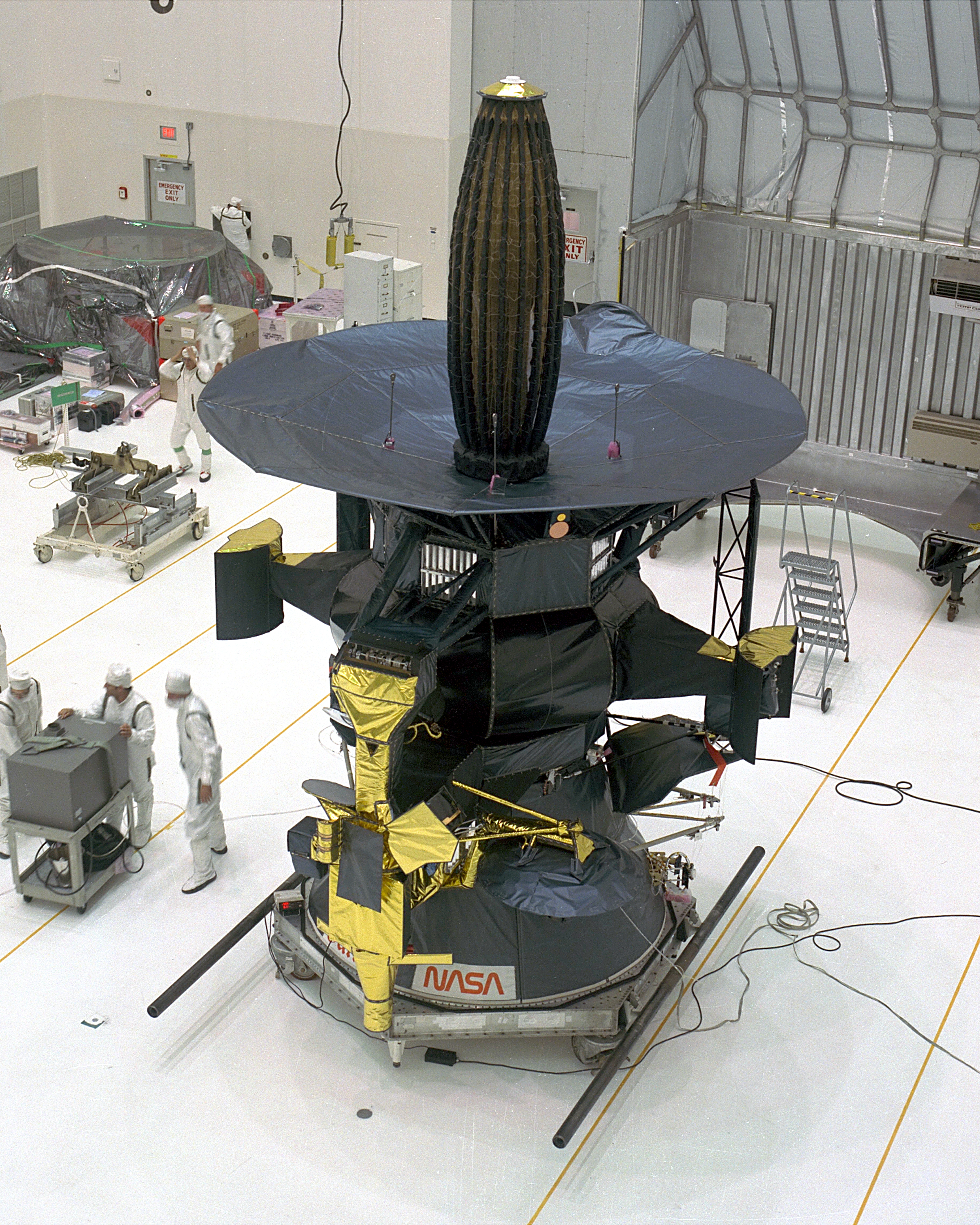
Raumsonde Galileo

- Berlin/Deutschland: Erich Honecker (SED) tritt von seinen politischen Ämtern zurück. Im SED-Politbüro verlangte gestern der Vorsitzende des DDR-Ministerrats Willi Stoph die Ergänzung der Tagesordnung um den Punkt „Absetzung des Generalsekretärs des Zentralkomitees“. Das Thema wurde auf heute vertagt und ist durch Honeckers freiwilligen Rückzug obsolet. Egon Krenz rückt auf den Führungsposten im Zentralkomitee.[33]
- Cape Canaveral/Vereinigte Staaten: In der Mission STS-34 startet das Space Shuttle Atlantis mit der Raumsonde Galileo ins All. Bis zum Jahr 1995 soll die Sonde den Planeten Jupiter erreichen und dann diesen sowie dessen Monde untersuchen.[34]

### Donnerstag, 19. Oktober 1989
- Stockholm/Schweden: Der Spanier Camilo José Cela erhält in diesem Jahr den Nobelpreis für Literatur. Eines seiner bekanntesten Werke ist Mazurka für zwei Tote.[35]

### Samstag, 21. Oktober 1989
- Berlin/Deutschland: Der Minister für Staatssicherheit der DDR Erich Mielke stellt in einer Rede gegenüber einigen seiner Mitarbeiter fest: „Ohne Sowjetunion […] gibt es keine DDR.“ Damit verdeutlicht er, dass er die DDR-Sicherheitsorgane entweder für nicht schlagkräftig oder nicht zuverlässig genug hält, um die Existenz der Republik auch bei einem gewaltsamen Aufstand des Volkes ohne Hilfe der Sowjetunion zu gewährleisten.[36]
- Darmstadt/Deutschland: Die Deutsche Akademie für Sprache und Dichtung verleiht den Georg-Büchner-Preis an den Deutschen Botho Strauß.[37]

### Sonntag, 22. Oktober 1989

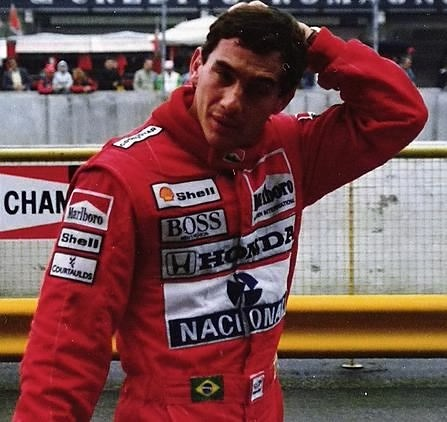
Ayrton Senna

- New York/Vereinigte Staaten: Der Begriff vom „Ende der Geschichte“ wird einer breiten Öffentlichkeit durch einen Artikel über den Politikwissenschaftler Francis Fukuyama in der Zeitung The New York Times bekannt. Gemäß Fukuyama ist das „Chaos“ in Osteuropa Ausdruck für den „Triumph des Westens“. Daher sei das „Ende der Geschichte“ eine gute Nachricht.[38][39]
- Pailin/Kambodscha: Die Vietnamesische Volksarmee verliert die strategisch wichtige Stadt Pailin an die kambodschanische Bewegung der Roten Khmer. 1988 verkündete die vietnamesische Regierung ihre Absicht, den Konflikt mit dem Nachbarland beizulegen, sie hat aber noch nicht alle Truppen abgezogen.[40]
- Suzuka/Japan: Im vorletzten Rennen der Formel-1-Saison fährt der Führende in der Fahrerweltmeisterschaft Alain Prost aus Frankreich, leicht in Führung liegend, beim Einlenken in eine Kurve gegen den Boliden des Zweitplatzierten in der Fahrer-Wertung, seinen Teamkollegen Ayrton Senna aus Brasilien. Dieser lässt, als er im Gegensatz zu Prost auf die Strecke zurückkehrt, eine Schikane aus, gewinnt das Rennen und wird danach disqualifiziert. Prost ist damit der Weltmeistertitel 1989 sicher.[41]

### Montag, 23. Oktober 1989
- Budapest/Ungarn: Staatspräsident Mátyás Szűrös von der Sozialistischen Partei erklärt die sozialistische Volksrepublik zur „Republik Ungarn“. Das Land soll zu einer parlamentarischen Demokratie nach dem Beispiel der westlichen Staaten Europas werden. Mit dem heutigen Tag treten die Reformen der Verfassung aus dem Jahr 1949 in Kraft und der Titel der Verfassung wird in Grundgesetz Ungarns geändert.[42]

### Dienstag, 24. Oktober 1989
- Berlin/Deutschland: Der Staatsrat der DDR wählt den Generalsekretär des Zentralkomitees der SED Egon Krenz zu seinem neuen Vorsitzenden. In der Position des Generalsekretärs ist jener seit dem 18. Oktober de facto Staatsoberhaupt der DDR.[43]

### Mittwoch, 25. Oktober 1989
- Paris/Frankreich: Bildungsminister Lionel Jospin (Sozialistische Partei) ruft Eltern von Schulkindern in einer Rede vor der Nationalversammlung auf, aus Respekt vor dem Laizismus Sorge zu tragen, dass ihre Kinder in der Schule keine Zeichen ihrer religiösen Zugehörigkeit präsentieren. Ohne es ausdrücklich zu sagen, spricht er damit muslimische Eltern an. Allerdings, so Jopin, sei es hinnehmbar, wenn muslimische Schülerinnen aus religiösen Gründen Kopftuch tragen, denn die Teilnahme am Unterricht stehe über den laizistischen Grundsätzen der Republik.[44]

### Freitag, 27. Oktober 1989

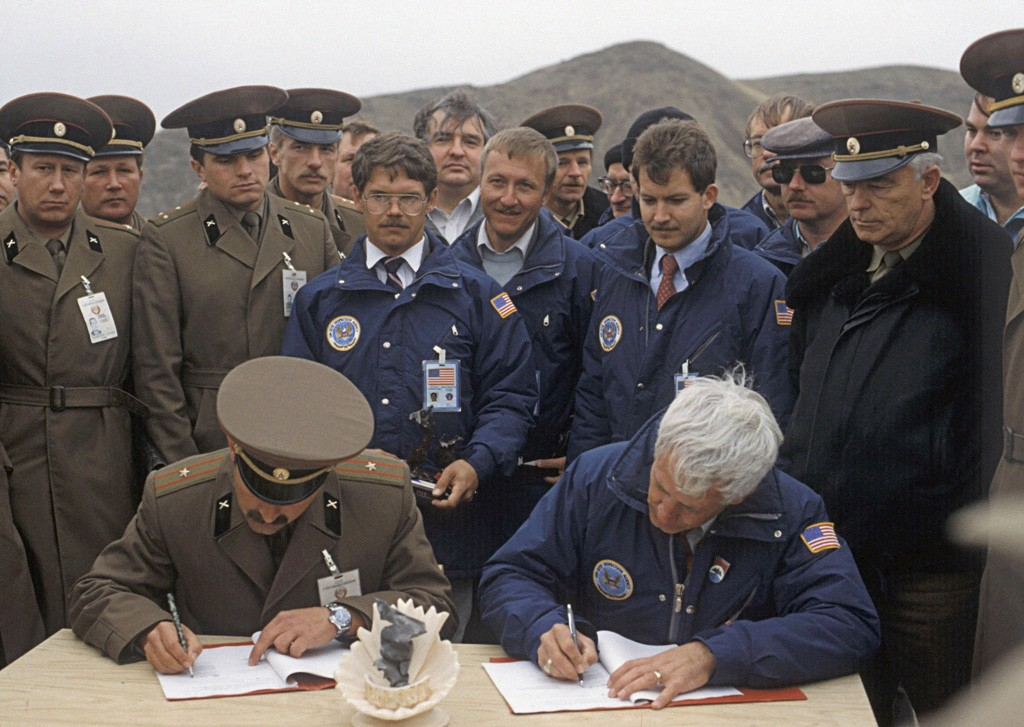
US-Waffeninspektoren (blaue Kleidung) zu Besuch im sowjetischen Kasachstan

- Kasachstan/Sowjetunion: Eine Gruppe Inspektoren der Streitkräfte der Vereinigten Staaten überzeugt sich vor Ort davon, dass die Zerstörung der OTR-23-Boden-Boden-Raketen-Systeme der Roten Armee augenscheinlich wie im Juni 1988 vereinbart abgeschlossen ist. Die USA zerstörten ihre entsprechenden Raketensysteme bis zum 6. Juli dieses Jahres.[45]

### Samstag, 28. Oktober 1989
- Berlin/Deutschland: Nach 23 Jahren Aufführungsverbot in der DDR wird der 1966 wegen „antisozialistischer Tendenzen“ abgesetzte DEFA-Kinofilm Spur der Steine des Regisseurs Frank Beyer wieder gezeigt.[46]
- Prag/Tschechoslowakei: Die Republik begeht den 70. Jahrestag ihrer Gründung. Im Prager Stadtzentrum fordern mehrere hundert Personen auf einer nicht angekündigten Veranstaltung mehr bürgerliche Freiheiten in der sozialistischen Gesellschaft ein. Öffentliche Meinungsäußerungen in dieser Art und dieser Größenordnung gab es in der ČSSR seit über 20 Jahren nicht mehr.[47]

### Sonntag, 29. Oktober 1989

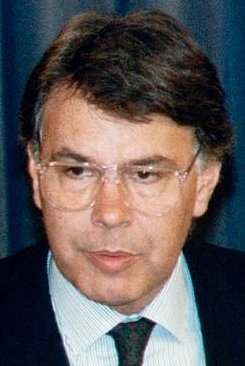
Felipe González

- Madrid/Spanien: Bei den vorgezogenen Wahlen zum spanischen Parlament wird u. a. über die Verteilung aller Sitze des Unterhauses entschieden. Im Unterhaus, das den Ministerpräsidenten wählen wird, liegt die Sozialistische Arbeiterpartei des amtierenden Regierungschefs Felipe González mit 39,6 % an erster Stelle. Auf dem zweiten Platz landet die Volkspartei mit einem Stimmenanteil von knapp 26 %.[48]

### Montag, 30. Oktober 1989
- Berlin/Deutschland: Das Politbüro des Zentralkomitees der SED berät ergebnislos über die u. a. von Gerhard Schürer und Alexander Schalck-Golodkowski erstellte „Analyse der ökonomischen Lage der DDR mit Schlußfolgerungen“. Die aktuelle Verschuldung der DDR im nichtsozialistischen Wirtschaftsgebiet wird mit 49 Milliarden Valutamark beziffert. Um ein Moratorium und eine Intervention des Internationalen Währungsfonds abzuwenden, müsste die DDR zusätzliche Finanzkredite in Höhe von 23 Milliarden Valuta-Mark aufnehmen. Die Analyse bleibt intern.[49]
- Hamburg/Deutschland: Im Magazin Der Spiegel konstatiert Chefredakteur Erich Böhme: „Ich möchte nicht wiedervereinigt werden.“ Böhmes Motiv ist die Skepsis gegenüber einem größeren deutschen Nationalstaat. Die Ablehnung einer möglichen Deutschen Einheit ist in der Bundesrepublik aus diversen Gründen weit verbreitet.[50]

### Dienstag, 31. Oktober 1989

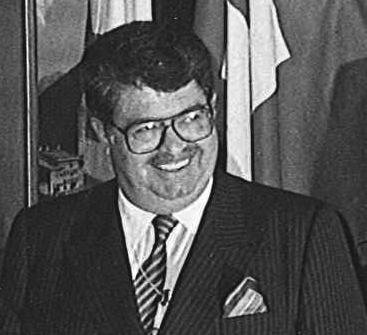
Turgut Özal

- Ankara/Türkei: Die Große Nationalversammlung wählt Ministerpräsident Turgut Özal von der Mutterlandspartei zum neuen Staatspräsidenten. Özal löst Kenan Evren ab, der 1980 einen Militärputsch anführte, um die politische Führung des Landes zu übernehmen. Zum neuen Ministerpräsidenten wird kommissarisch Özals Parteikollege Ali Bozer ernannt.[51][52]
- Berlin/Deutschland: Der Präsident der Polizei von Ost-Berlin Friedhelm Rausch tritt auf die Stufen des Roten Rathauses und unterrichtet eine Menge von 1.500 Demonstranten darüber, dass er die Übergriffe von Polizisten auf demonstrierende Regierungskritiker am Tag der Republik vor circa drei Wochen bedauere.[53]

## Weblinks

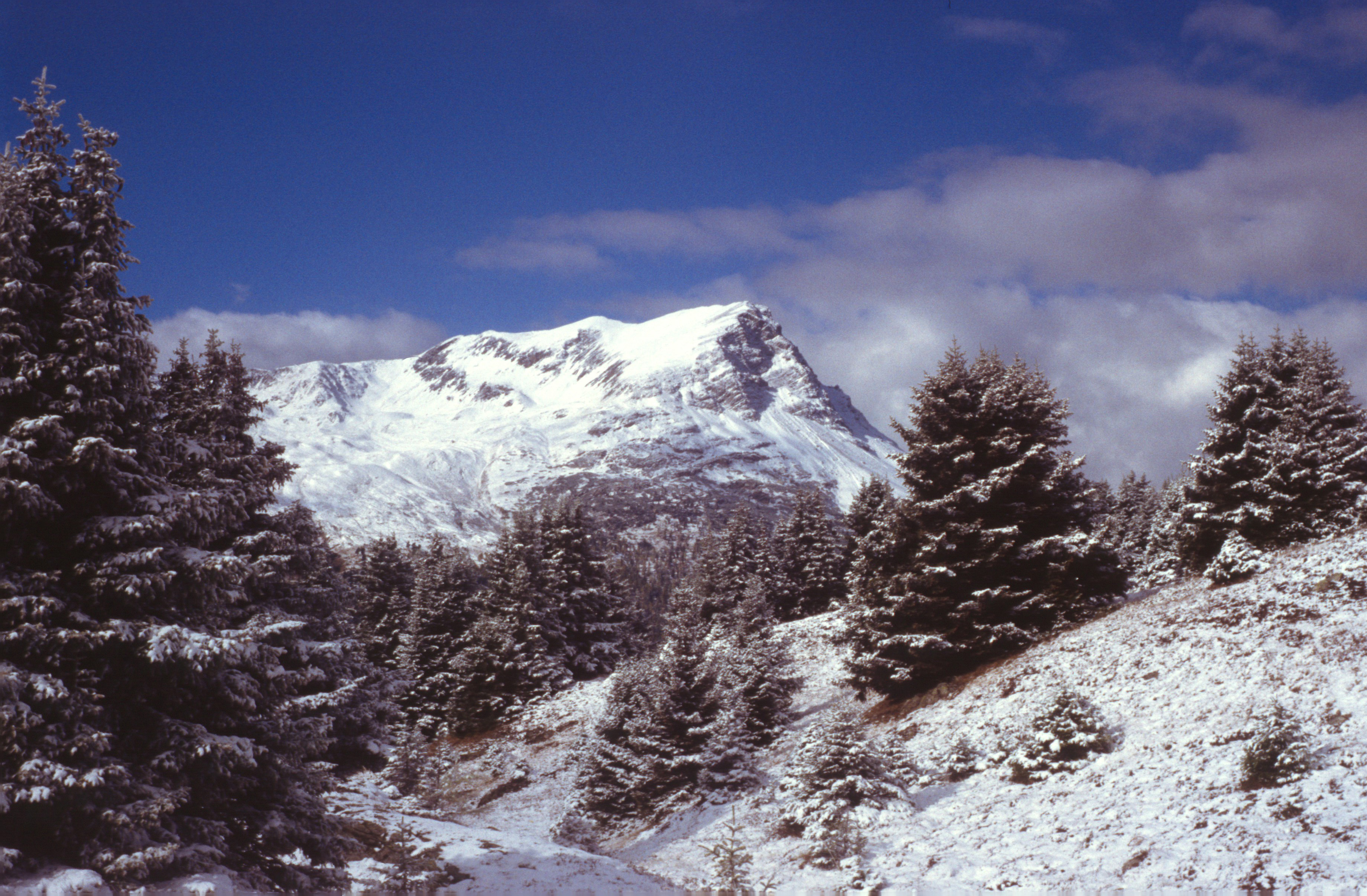
Graubünden im Oktober 1989